# Юніверсіті-Сентер (Вірджинія)
Юніверсіті-Сентер (англ. University Center) — переписна місцевість (CDP) в США, в окрузі Лаудун штату Вірджинія. Населення — 3969 осіб (2020).

## Географія
Юніверсіті-Сентер розташоване за координатами 39°3′45″ пн. ш. 77°26′51″ зх. д. / 39.06250° пн. ш. 77.44750° зх. д. (39.062416, -77.447568).  За даними Бюро перепису населення США в 2010 році переписна місцевість мала площу 2,47 км², з яких 2,38 км² — суходіл та 0,09 км² — водойми.

## Демографія
Згідно з переписом 2010 року, у переписній місцевості мешкало 3586 осіб у 1622 домогосподарствах у складі 835 родин. Густота населення становила 1451 особа/км².  Було 1720 помешкань (696/км²).
Расовий склад населення:
| - 57,0 % — білих - 16,8 % — азіатів - 12,5 % — чорних або афроамериканців - 0,3 % — корінних американців - 0,2 % — вихідців з тихоокеанських островів - 8,4 % — осіб інших рас |

До двох чи більше рас належало 4,8 %. Частка іспаномовних становила 19,8 % від усіх жителів.
За віковим діапазоном населення розподілялося таким чином: 21,6 % — особи молодші 18 років, 74,7 % — особи у віці 18—64 років, 3,7 % — особи у віці 65 років та старші. Медіана віку мешканця становила 30,7 року. На 100 осіб жіночої статі у переписній місцевості припадало 99,4 чоловіків;  на 100 жінок у віці від 18 років та старших — 97,3 чоловіків також старших 18 років.
Середній дохід на одне домашнє господарство  становив 85 134 долари США (медіана — 79 987), а середній дохід на одну сім'ю — 96 068 доларів (медіана — 86 420). Медіана доходів становила 48 640 доларів для чоловіків та 44 347 доларів для жінок. За межею бідності перебувало 16,5 % осіб, у тому числі 16,4 % дітей у віці до 18 років та 0,0 % осіб у віці 65 років та старших.
Цивільне працевлаштоване населення становило 3092 особи. Основні галузі зайнятості: науковці, спеціалісти, менеджери — 16,8 %, мистецтво, розваги та відпочинок — 15,2 %, освіта, охорона здоров'я та соціальна допомога — 12,7 %, фінанси, страхування та нерухомість — 11,9 %.